# Riechhirn
Riechhirn oder Rhinencephalon bezeichnet einen funktionell bestimmten Begriff, mit dem verschiedene Anteile des Endhirns (Telencephalon) zusammengefasst werden, die der olfaktorischen Wahrnehmung dienen. Das Riechhirn in engem Sinn umfasst die beiden Bulbi olfactorii als primäre Riechgebiete, deren Projektionen und die hiermit sekundär erreichten Riechgebiete. Die sekundären olfaktorischen Areale liegen in basalen Rindengebieten des Endhirns; sie zeigen einen allokortikalen Aufbau, sind überwiegend dem Paläocortex zuzuordnen und werden auch als olfaktorischer Cortex bezeichnet.

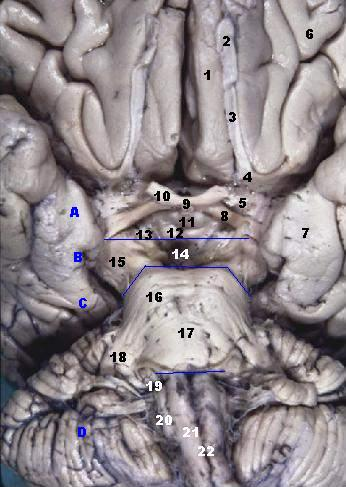
Zum Riechhirn zählen Anteile, die im menschlichen Endhirn an der Basis der Hemisphären liegen: Seitlich des Gyrus rectalis (1) sind vorgeschoben der Bulbus olfactorius (2) und der Tractus olfactorius (3) sichtbar. Dieser weitet sich zum Trigonum olfactorium (4) – wo der Nucleus olfactorius anterior liegt – und zweigt auf in mediale und laterale Striae olfactoriae, die zwischen sich die Substantia perforata [anterior] (5) fassen. Angrenzend liegt der Cortex praepiriformis (nicht markiert, nahe der 7). Vom Gyrus parahippocampalis (7) wird allein der vorderste Abschnitt zum Rhinencephalon gezählt.

Das Rhinencephalon stellt stammesgeschichtlich alte Anteile des Endhirns dar. Im Unterschied zu Nicht-Primaten ist es beim Menschen eher gering ausgebildet an der Basis der Endhirnhemisphären zu finden.
Im Einzelnen gehören zum Riechhirn:
- als primäres olfaktorisches Areal der Bulbus olfactorius (Riechkolben); mehrschichtig aufgebaut,
  - in der Schicht der Glomeruli endigen die Axone von primären Sinneszellen des Riechepithels
  - in der Schicht der Mitralzellen liegen die Zellkörper von sekundär afferenten Projektionsneuronen
- Anteile der zentralen Riechbahn
  - der Tractus olfactorius im Riechstiel
  - sich verbreiternd zum Trigonum olfactorium
  - aufzweigend in die Stria olfactoria medialis
  - und die Stria olfactoria lateralis
- Umschaltstation zur Gegenseite
  - der Nucleus olfactorius anterior verbindet über die Commissura rostralis
- als sekundäre olfaktorische Areale des olfaktorischen Cortex
  - die Substantia perforata anterior (bzw. das Tuberculum olfactorium)
  - der Cortex praepiriformis (paläokortikale Anteile der Gyri ambiens und semilunaris im Lobus piriformis) auf der medialen Seite des Schläfenlappens
  - die Pars corticomedialis (Nucleus corticalis) der Amygdala (Corpus amygdaloideum, Mandelkern)
  - nur der vorderste Abschnitt des entorhinal genannten Cortex im Gyrus parahippocampalis[1]